# Loudetiopsis kerstingii
Loudetiopsis kerstingii är en gräsart som först beskrevs av Pilg., och fick sitt nu gällande namn av Hans Joachim Conert. Loudetiopsis kerstingii ingår i släktet Loudetiopsis och familjen gräs. Inga underarter finns listade i Catalogue of Life.